# Френчкрік Тауншип (округ Венанго, Пенсільванія)
Френчкрік Тауншип (англ. Frenchcreek Township) — селище (англ. township) в США, в окрузі Венанго штату Пенсільванія. Населення — 1427 осіб (2020).

## Демографія
Згідно з переписом 2010 року, у селищі мешкали 1542 особи в 667 домогосподарствах у складі 466 родин. Було 812 помешкання
Расовий склад населення:
| - 97,6 % — білих - 0,3 % — корінних американців - 0,3 % — чорних або афроамериканців - 0,3 % — азіатів |

До двох чи більше рас належало 1,6 %. Частка іспаномовних становила 0,9 % від усіх жителів.
За віковим діапазоном населення розподілялося таким чином: 17,4 % — особи молодші 18 років, 65,1 % — особи у віці 18—64 років, 17,5 % — особи у віці 65 років та старші. Медіана віку мешканця становила 48,7 року. На 100 осіб жіночої статі у селищі припадало 98,5 чоловіків;  на 100 жінок у віці від 18 років та старших — 101,4 чоловіків також старших 18 років.
Середній дохід на одне домашнє господарство  становив 70 396 доларів США (медіана — 50 804), а середній дохід на одну сім'ю — 86 122 долари (медіана — 68 000). Медіана доходів становила 47 604 долари для чоловіків та 31 500 доларів для жінок. За межею бідності перебувало 13,0 % осіб, у тому числі 30,4 % дітей у віці до 18 років та 3,4 % осіб у віці 65 років та старших.
Цивільне працевлаштоване населення становило 746 осіб. Основні галузі зайнятості: освіта, охорона здоров'я та соціальна допомога — 27,6 %, виробництво — 19,4 %, публічна адміністрація — 12,9 %, роздрібна торгівля — 10,9 %.